# Mythimna congrua
Mythimna congrua là một loài bướm đêm thuộc họ Noctuidae. Nó được tìm thấy ở Algérie, miền nam châu Âu, Thổ Nhĩ Kỳ, Israel, Syria, Kavkaz và vùng Ngoại Kavkaz, Azerbaijan, Iraq và Turkmenistan.

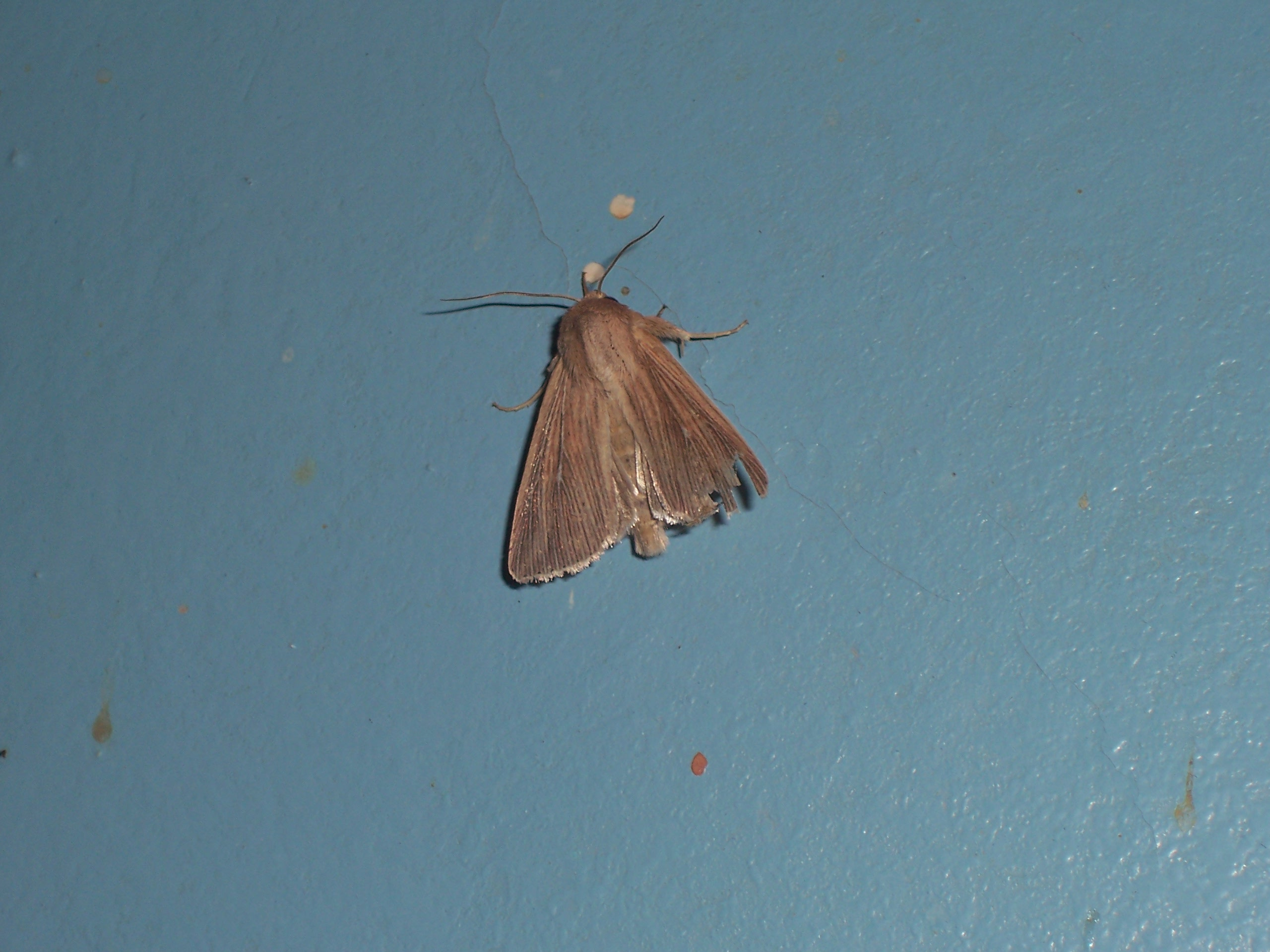
A damaged Mythimna congrua photographed ở Tbilissi ở Gruzia.

 Con trưởng thành bay từ tháng 1 đến tháng 4. There is possibly one generation in Israel, con trưởng thành bay từ tháng 1 đến tháng 5. ở châu Âu there are two generations từ tháng 3 đến tháng 6 và từ tháng 8 đến tháng 10.
Ấu trùng ăn các loài Gramineae khác nhau.